# Turzyca kulista
Turzyca kulista (Carex globularis L.) – gatunek byliny z rodziny ciborowatych. Występuje w lasach wilgotnych i na obszarach podmokłych w Azji i Europie Wschodniej. W Polsce rośnie współcześnie tylko w Puszczy Augustowskiej.

## Morfologia
ŁodygaDo 45 cm wysokości.
LiścieSinozielone, prawie długości łodygi, szerokości 1–2 mm.
KwiatyZebrane w kłosy. Kłos szczytowy męski, siedzący, walcowaty i cienki, długości 2 cm. Kłosy boczne żeńskie, w liczbie 2–3, kuliste, szerokości 3–4 mm. Przysadki brunatne, zielone na grzbiecie, tępe.
OwocOrzeszek w pęcherzyku zielonym, jajowatym, owłosionym, żeberkowanym, z bardzo krótkim dzióbkiem.

## Biologia i ekologia
Bylina, hemikryptofit. Kwitnie w maju.

## Zagrożenia i ochrona
Od 2014 roku gatunek jest objęty w Polsce ochroną częściową.
- Kategoria zagrożenia w Polsce według Polskiej Czerwonej Księgi Roślin: EN (endangered, zagrożony)[3][6].
- Kategoria zagrożenia w Polsce według Czerwonej listy roślin i grzybów Polski (2006): [E] (wymierający - krytycznie zagrożony na izolowanych stanowiskach); 2016: EN (zagrożony)[7].